# Operació Captura
L'Operació Captura, o Operation Capture en la denominació anglesa original, és una operació de diverses agències per detenir criminals buscats per les forces d'ordre britàniques que s’amaguen a Espanya. La National Crime Agency (NCA) i l'organització benèfica de lluita contra el delicte Crimestoppers llancen des de l'any 2006 crides periòdiques per buscar els fugitius, amb l'objectiu de tenir un màxim ressò mediàtic. Tot i que les agències britàniques no tenen cap mandat per operar fora del Regne Unit, l’operació facilita trucades anònimes a Espanya, amb l'objectiu de localitzar sospitosos per als quals s’ha emès una ordre europea de detenció, que després poden ser arrestats per cossos policials espanyols i ser extradits al Regne Unit.